# Captain Scarlet (personage)
Captain Scarlet is een personage uit Gerry Andersons supermarionation-sciencefictionserie Captain Scarlet and the Mysterons en de digitaal geanimeerde remake New Captain Scarlet. In beide series is hij de hoofdpersoon.
Scarlet is slechts een codenaam. Zijn echte naam is Paul Metcalfe. Zijn stem werd in de originele serie gedaan door Francis Matthews, en in de nieuwe serie door Wayne Forrester.

## Captain Scarlet and the Mysterons
In de originele serie is Captain Scarlet een veldagent van de geheime organisatie Spectrum, en een vertrouweling van Colonel White. Hij krijgt altijd de gevaarlijkste en meest cruciale missies toegewezen.
Scarlet is een goede vriend van Captain Blue, met wie hij op het grootste deel van de missies gaat. Daarnaast heeft hij een relatie met Destiny Angel

### Dood
Scarlet kwam al in de eerste aflevering van de serie ("The Mysterons"), om het leven bij een auto-ongeluk veroorzaakt door de Mysterons, waarbij tevens Captain Brown overleed. Beide mannen werden direct daarna gereconstrueerd door de aliens om te dienen als Mysteronagenten. Ze kregen de opdracht de president van de wereld te vermoorden. Voor dit doel werd Brown veranderd in een wandelende bom. Toen hun aanslag mislukte, ontvoerde Scarlet de president uit Cloudbase en bracht hem naar de top van een Londense parkeergarage. Scarlet werd echter neergeschoten door Captain Blue voordat hij de president iets aan kon doen, en viel 800 voet naar beneden.
Scarlet overleefde deze val omdat hij door het reconstructieproces van de Mysterons vrijwel onverwoestbaar was geworden. Maar de klap verbrak wel de controle die de Mysterons over hem hadden. Hierna werd Scarlet een van de belangrijkste agenten van Spectrum in hun strijd met de Mysterons.

### Persoonlijkheid en vaardigheden
Daar hij het hoofdpersonage is, is Scarlets personage het meest ontwikkeld gedurende de serie. Hij praat met een Brits accent. Er wordt beweerd dat hij geboren is in Winchester, Hampshire op 17 december 2036. Hij is niet onbekend met gokken en alcoholverslaving. In de aflevering "Special Assignment" speelt hij een spelletje roulette wat hij zwaar verliest.
Scarlet is een zeer ervaren piloot en kan met vrijwel elk voertuig overweg. Hij is ook een goede astronaut. In veel opzichten is hij een stereotiepe held in die zin dat men op hem kan rekenen en hij altijd slaagt in zijn opdrachten. Hij heeft echter ook een lichtere, meer humoristische kant, met een droog en sarcastisch gevoel voor humor. Dit komt vooral naar voren in gesprekken met andere Spectrumagenten.
Doordat hij is gereconstrueerd door de Mysterons is Captain Scarlet vrijwel onkwetsbaar. Hij kan dingen overleven die voor een normaal mens dodelijk zouden zijn en geneest binnen enkele uren van een zware verwonding. Wel kan een zware verwonding hem een tijdje uitschakelen. Ook voelt hij wel de gevolgen van alles wat er met hem gebeurt. Scarlet kan zijn handen veranderen in wapens zoals pistolen en elektrische kabels.
Scarlet is goed bevriend met Captain Blue en vertrouwt hem dan ook blindelings. In de aflevering "Special Assignment" werd hun band pas echt duidelijk toen Blue probeerde Scarlets spiraal van zelfvernietiging te stoppen.
Scarlet is ook goed bevriend met Lieutenant Green, die geregeld Scarlet en Blue vergezeld op missies.

## New Captain Scarlet
In de remakeserie is Captain Scarlet half Brits, half Amerikaans en spreekt hij met een accent uit New England. Veel van zijn karaktertrekjes uit de originele serie zijn nog altijd aanwezig in de remake, maar Scarlets liefdesinteresses worden sterker naar voren gebracht. Bovendien is Scarlet in de nieuwe serie aanwezig bij de missie op Mars waar de Mysterons voor het eerst opduiken.

## Trivia
- Scarlet kwam in de aflevering "Attack On Cloudbase" daadwerkelijk een keer om het leven (later bleek dit een droom te zijn van Symphony Angel).
- Hoewel er beweerd wordt dat hij onverwoestbaar is, is het aannemelijk dat Scarlet net als alle Mysterons en Mysteronagenten kwetsbaar is voor elektriciteit.
- Het is niet bekend waarom Scarlet de enige mysteronagent is die geheel onverwoestbaar is. Een theorie is dat de Mysterons aanvankelijk al hun aardse agenten onverwoestbaar wilden maken, maar hiervan afzagen toen ze hun controle over Scarlet verloren.
- In de aflevering "Flight 104" blijkt Scarlet gek te zijn op biefstuk.
- Scarlets gezicht, en in de originele serie ook zijn stem, zijn gebaseerd op een jonge Cary Grant.